# Макарий Поленински и Вардарски
Макарий (на гръцки: Μακάριος, Макариос) е православен духовник, епископ на Вселенската патриаршия.

## Биография
Макарий става духовник и е избран за епископ на Поленинска епархия. Макарий участва в Цариградския събор, председателстван от архиепископ Паисий Охридски, който сваля патриарх Йоасаф II Константинополски в 1565 година (7073 от Сътворението). Григорий подписва акта на събора от януари 1565 година като смирен епископ Поленински и Вардариотски (ο ταπεινός επίσκοπος Πολεαννίνης καί Βαρδαριωτῶν).